# オルハン・サファロフ
オルハン・サファロフ（Orkhan Safarov、 1991年8月10日 - ）は、アゼルバイジャンのレンキャラン出身の柔道家。階級は60kg級。身長171cm。

## 人物
2012年に地元で開催されたグランプリ・バクーの60kg級で3位になると、U23ヨーロッパ柔道選手権大会でも3位となった。2013年の世界選手権では世界ランキング71位ながら準々決勝まで進むも韓国の金源鎮に敗れるが、その後の3位決定戦ではヨーロッパチャンピオンであるグルジアのアミラン・パピナシビリに大内刈で一本勝ちして3位となった。2016年のヨーロッパ選手権では2位だったが、ワールドマスターズでは優勝した。リオデジャネイロオリンピックでは5位だった。2017年の世界選手権では決勝で髙藤直寿に一本負けを喫した。2020年のヨーロッパ選手権では優勝した。2021年の世界選手権では5位だった。7月に日本武道館で開催された東京オリンピックでは初戦で敗れた。グランドスラム・バクーでは優勝した。
IJF世界ランキングは850ポイント獲得で、56位（23/2/20現在）。

## 主な戦績
- 2009年 - ライプニツジュニア国際 2位（55kg級）
- 2009年 - イリアディスカップ ジュニアの部 優勝（55kg級）

60kg級での戦績
- 2011年 - ヨーロッパカップ・イスタンブール 優勝
- 2012年 - グランプリ・バクー 3位
- 2012年 - U23ヨーロッパ柔道選手権大会 3位
- 2013年 - 世界選手権 3位
- 2013年 - グランプリ・アブダビ 3位
- 2014年 - グランプリ・デュッセルドルフ 3位
- 2014年 - グランプリ・トビリシ 3位
- 2014年 -　ヨーロッパ選手権 5位
- 2014年 -　グランドスラム・バクー 優勝
- 2014年 -　グランドスラム・アブダビ 優勝
- 2015年 - グランプリ・サムスン 2位
- 2015年 - ワールドマスターズ 2位
- 2015年 - ヨーロッパ競技大会 2位
- 2015年 -　グランプリ・チェジュ 3位
- 2016年 - ヨーロッパ選手権 2位
- 2016年 -　ワールドマスターズ 優勝
- 2016年 - リオデジャネイロオリンピック 5位
- 2017年 -　グランドスラム・パリ 3位
- 2017年 -　グランドスラム・バクー 3位
- 2017年 - ヨーロッパ選手権 3位
- 2017年 - イスラム諸国連帯競技大会 優勝
- 2017年 -　世界選手権 2位

66kg級での戦績
- 2018年 -　ヨーロッパオープン・オーバーヴァルト 優勝
- 2019年 -　グランドスラム・アブダビ 2位
- 2020年 -　グランドスラム・ブダペスト 3位
- 2020年 - ヨーロッパ選手権 3位
- 2021年 -　世界選手権 5位
- 2021年 -　グランドスラム・バクー 優勝
- 2022年 - ヨーロッパオープン・リッチョーネ 2位
- 2022年 -　グランドスラム・バクー 3位
- 2023年 -　グランドスラム・テルアビブ　2位

（出典、JudoInside.com）